# Марк Міллі
Марк Александер Міллі (англ. Mark Alexander Milley; нар. 20 червня 1958, Вінчестер, Массачусетс) — американський воєначальник, 20-й голова Об'єднаного комітету начальників штабів США (найвища військова посада США, з 1 жовтня 2019 до вересня 2023), військовий радник президента США. Генерал армії США (2014), 39-й начальник штабу армії США (з 2015). Командувач Командування сил армії США. Учасник американського вторгнення до Панами, війн на Балканах, в Афганістані та Іраку, командувач Об'єднаного командування Міжнародних сил сприяння безпеці в Афганістані.

## Життєпис
Ступінь бакалавра мистецтв з політології здобув у Принстонському університеті, ступінь магістра з міжнародних відносин — у Колумбійському університеті, а магістра у національній безпеці та безпекознавстві — у Воєнному коледжі ВМС США.
Військову освіту здобув на курсах Корпусу підготовки офіцерів резерву США (ROTC) 1980 року за фахом офіцер бронетанкових військ та розпочав військову службу на командних посадах у частинах піхоти та спеціальних операцій. Проходив службу у 82-ій повітрянодесантній дивізії, 5-й групі спеціальних операцій, 7-й, 25-й та 2-й піхотних дивізіях. З грудня 2003 до липня 2005 — командир 2-ї бойової бригадної групи 10-ї гірсько-піхотної дивізії. Згодом — командир цієї дивізії. Командир III-го корпусу у Форті Брегг у Північній Кароліні. У 2014—2015 роках — командувач Командування сил армії США.
На своєму засідання 11 липня 2019 року Сенат США затвердив Марка Міллі на посаду голови Об'єднаного комітету начальників штабів збройних сил США. На цій найвищій військовій посаді в США Міллі став найстаршим військовим радником президента і замінив генерала Джозефа Данфорда.
25 травня 2023 року, під час свого виступу президент США Джо Байден офіційно оголосив про заміну глави Об'єднаного комітету начальників штабів США. Він подякував Міллі та його сім'ї за службу США протягом тривалого часу. Місце Марка Міллі, адже його повноваження закінчуються восени 2023 року, займе генерал Чарльз Браун.
30 вересня Міллі залишив посаду голови Об'єднаного комітету начальників штабів США.

## Нагороди
- Орден князя Ярослава Мудрого II ст. (Україна, 23 серпня 2022) — за значні особисті заслуги у зміцненні міждержавного співробітництва, підтримку державного суверенітету та територіальної цілісності України, вагомий внесок у популяризацію Української держави у світі[7]